# Петерле, Алойз
Алойз (Лойзе) Петерле (словен. Alojz (Lojze) Peterle; род. 5 июля 1948, Чужня Вас, Мокроног-Требельно, Нижняя Крайна, СР Словения, ФНРЮ) — словенский политик, первый премьер-министр независимой Словении (занимал пост в 1990—1992 годах), министр иностранных дел в 1993—1994 и 2000 годах. Депутат Европарламента с 2004 года от партии Новая Словения, вице-председатель межпарламентской комиссии ЕС—Россия.

## Биография
Родился в крестьянской семье в деревне Чужня Вас недалеко от Требне. Окончил гимназию Ново Места и Университет Любляны (изучал историю и географию на философском факультете, экономику на экономическом факультете). В период обучения в университете участвовал в деятельности католической школы-интерната, францисканского ордена и христианской периодики. Активно участвовал в деятельности кружков левохристианских и христианско-демократических интеллектуалов, в частности вокруг журнала Revija 2000. После окончания университета работал в Институте градостроительства (словен. Urbanistični inštitut, 1975—1984) и советником по охране окружающей среды в Институте социального планирования (1985—1989).
В 1989 году возглавил партию Словенские христианские демократы — важного участника Демократической оппозиции Словении. В 1990 году стал первым премьер-министром Словении (ранее этой должности не существовало), ушёл с поста после парламентских выборов 1992 года. По итогам выборов его партия сформировала правящую коалицию с Либерал-демократической и Социал-демократической партиями, однако Петерле уступил пост премьер-министра представителю либерал-демократам Янезу Дрновшеку. В новом правительстве Петерле был министром иностранных дел (25 января 1993 — 31 октября 1994). Одновременно занимал должность вице-премьера.
По итогам парламентских выборов 1996 года партия набрала 9,6 % голосов против 14,5 % четырьмя годами ранее, значительно сократило количество депутатов и была вынуждена покинуть правящую коалицию. В 2000 году СХД объединилась со Словенской народной партией, но вскоре Петерле вместе с рядом своих сторонников покинули новое объединение и основали партию Новая Словения. Непродолжительное время в июне-ноябре 2000 года Петерле занимал пост министра иностранных дел. Партия набрала 8,77 % голосов на парламентских выборах в том же году и заняла 8 мест в парламенте, после чего вошла в правящую коалицию с либерал-демократами, однако Петерле не получил министерских постов.
В 2003—2004 годах был наблюдателем в Европарламенте, на выборах 2004 года стал его депутатом от Новой Словении. В Европарламенте участвует в работе комиссий ЕС — Россия (вице-председатель), ЕС — Хорватия, по иностранным делам, по экологии, здравоохранению и продовольственной безопасности, а также в делегации по отношениям с Ираком. В 2010 году входил в группу наблюдателей на парламентских выборах на Украине.
В 2007 году выставил свою кандидатуру на президентских выборах и вышел во второй тур с лучшим результатом (28,5 %), но во втором туре проиграл с разгромным счётом Данило Тюрку, набрав лишь 31,97 %.